# Sayama
Sayama (狭山市 Sayama-shi?) es una ciudad ubicada en la prefectura de Saitama, Japón. A 1  de febrero de  2016, la ciudad tenía una población estimada de 152,235 y una densidad de población de 3110 personas por km². Su área total es de 48,99 kilómetros cuadrados (18,9 mi²).

## Ciudades hermanadas
- Worthington, Ohio, Estados Unidos desde el 1 de noviembre de 1999
- Hangzhou, China[3] (ciudad de la amistad) desde el 8 de julio de 1996
- Tongyeong, Gyeongsang del Sur, Corea del Sur, desde el 4 de julio de 1973

## Personas destacadas
- Matsushige Ohno (大野 松茂), político
- Shiori Kazama, director, El Canon de Marte [4]
- Mitsuo Hashimoto, artista de manga
- Ryuji Hijikata, luchador profesional
- Tetsuro Araki, director de anime
- Kensuke Kazama, fotógrafo